# Armand Beauvais
Arnaud Julie Beauvais (6 de septiembre de 1783 - 18 de noviembre de 1843), también conocido como Armand Beauvais, o Arnaud Jules Beauvais, fue el séptimo gobernador de Luisiana, así como miembro y presidente de la Cámara de Representantes de Luisiana, y miembro y presidente del Senado del Estado de Luisiana , siendo que no se tiene constancia del inicio de su carrera política. Su cargo de gobernador supervisó pocos cambios, además de la transición de la capital de Luisiana que se trasladó de Nueva Orleans a Donaldsonville, siendo que se mantendría durante un tiempo para volver a donde se encuentra en la actualidad . También trabajó como comerciante y dueño de una plantación.

## Biografía

### Primeros años
Arnaud Beauvais nació el 6 de septiembre de 1783 en la parroquia de Pointe Coupee de padres esclavistas, ricos, Pierre Charles St. James Beauvais y Marie Franáoise Richer, nobles ricos que basaban su fortuna en la trata de esclavos como mano de obra y para el transporte de la mercancía de un lugar hacia otro. Era el menor de ocho hermanos y recibió una educación limitada en forma de tutoría privada. En 1806, compró una plantación de su madre viuda y una esclava. Su plantación incluía once arpents (2,112 pies) de terreno frente al río Misisipi . En 1810 se casó con Louise Delphine Labatut.
Francés de la región de  Luisiana, era católico .

### Carrera
Su primer papel político se produjo cuando William CC Claiborne lo nombró juez de paz de Pointe Coupee Parish en 1810, el fin de este mando no se sabe con seguridad, siendo algo que se estuvo buscando en los archivos sin mucho éxito, posiblemente debido a asuntos del poco mantenimiento de los documentos durante la época. Poco después, se convirtió en administrador del distrito escolar de Point Coupee. Su carrera continuó, y él, partidario de John Quincy Adams, poco después fue elegido miembro de la Cámara de Representantes de Luisiana, sirviendo en 1814, 1816 y 1818. Luego se tomó un breve descanso, antes de regresar en 1821 para servir como presidente de la Cámara de Representantes de Luisiana de 1821 a 1823. Durante su mandato como presidente de la Cámara, también se postuló para un cargo en el Senado estatal como Whig, siendo elegido en 1822. Poco después se desempeñaría como presidente del Senado del estado de Luisiana de 1827 a 1830, pero poco después se le pidió que se desempeñara como gobernador, cosa que tomó a los 3 años de ser presidente del Senado.
Después de su cargo de gobernador, sirvió en la Cámara de 1833 a 1834 después de la renuncia del representante Chenevert, manteniéndose el tiempo delimitado para su mandato.

#### Gobernador
Como presidente del Senado, Arnaud era el siguiente en la línea de llegada a la gubernatura. Esto ocurrió cuando el gobernador Pierre Derbigny fue arrojado de un carruaje después de diez meses en el cargo y murió a causa de las heridas sufridas, teniéndose un informe sobre el asunto a partir de la autopsia realizada al cuerpo una vez estuvo fallecido.
Bajo Beauvais, la capital de Luisiana se trasladó de Nueva Orleans a Donaldsonville. Su período de tres meses como gobernador interino terminó cuando fracasó su intento de reelección como gobernador durante las elecciones especiales de 1830, siendo un sonado fracaso . Solo terminó recibiendo el 18% de los votos, muy por debajo de lo esperado y provocó más problemas a la larga. Esta campaña se financió con un préstamo, que finalmente tuvo que pagar, lo que provocó problemas financieros y la venta de su propiedad en 1839 a otro noble de la zona.

### Muerte
Arnaud Beauvais murió de manera natural en su casa  de Nueva Orleans el 18 de noviembre de 1843, rodeado de su familia. Está enterrado en el Cementerio n.º 2 de Saint Louis .